# M20 (Mashreq)
De M20 is een primaire oost-westroute in het Internationaal wegennetwerk van de Arabische Mashreq, die door Centraal-Syrië loopt. De weg begint in Kamishli en loopt daarna via Al-Hasakah, Deir ez-Zor en Homs naar Tartous. Daarbij voert de weg door slechts één land, namelijk Syrië.

## Nationale wegnummers
De M20 loopt over de volgende nationale wegnummers, van noord naar zuid:
| Nummer | Tracé              |
| Syrië  | Syrië              |
| ------ | ------------------ |
| 7      | Kamishli - Palmyra |
| 3      | Palmyra - Homs     |
| M1     | Homs - Tartous     |

M5 · 
M7 · 
M9 · 
M10 · 
M15 · 
M20 · 
M25 · 
M30 · 
M35 · 
M40 · 
M45 · 
M47 · 
M50 · 
M51 · 
M55 · 
M60 · 
M65 · 
M67 · 
M70 · 
M75 · 
M80 · 
M90 · 
M100